# Veliko Polje (Lukač)
Veliko Polje est un village de la municipalité de Lukač (Comitat de Virovitica-Podravina) en Croatie. Au recensement de 2011, le village comptait 341 habitants.